# Pedro Carbo (Guayaquil)

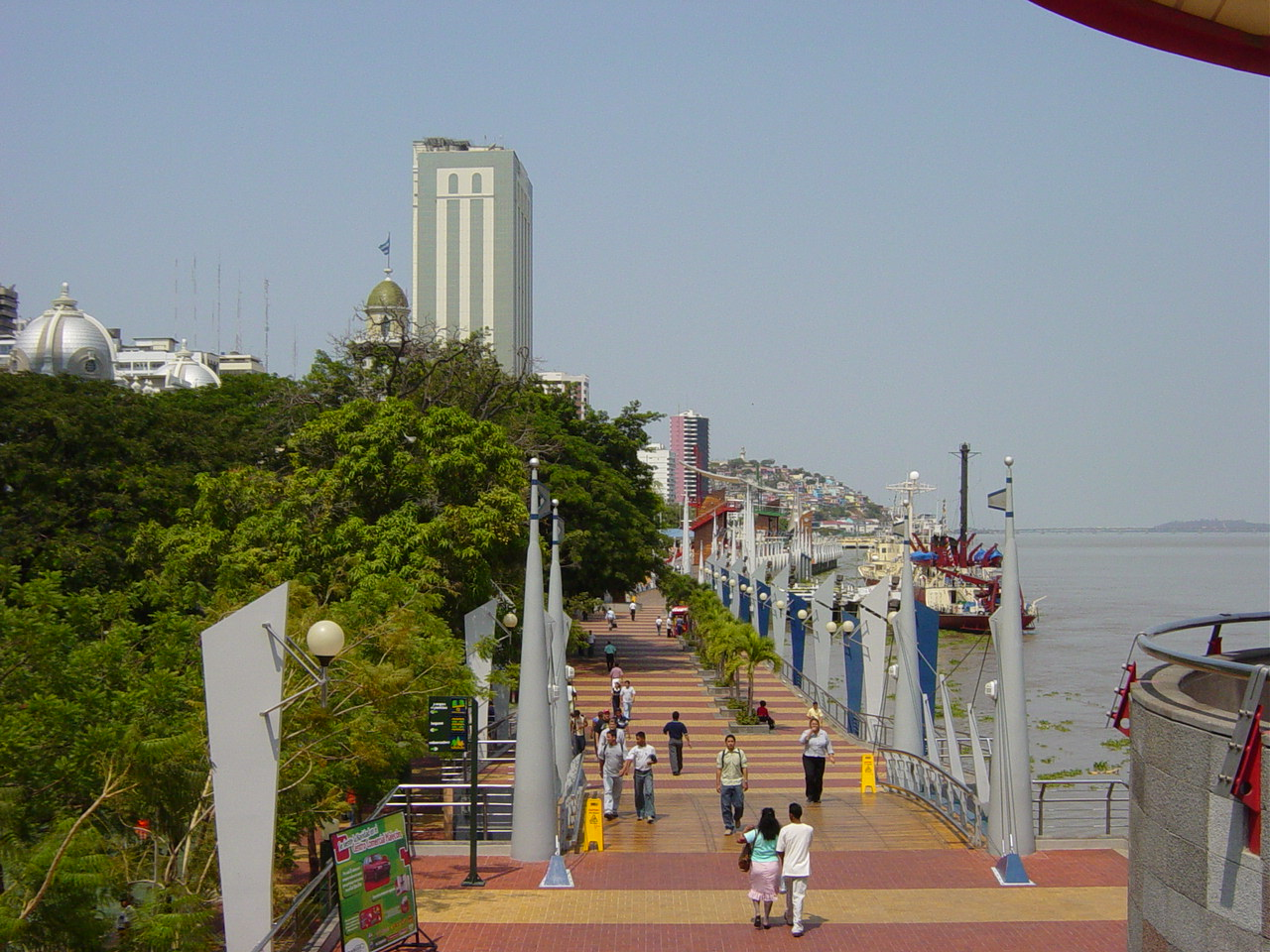
Malecón 2000

Pedro Carbo, auch Carbo oder Pedro Carbo (Concepción), ist ein Stadtteil von Guayaquil und eine Parroquia urbana im Kanton Guayaquil der ecuadorianischen Provinz Guayas. Die Fläche beträgt etwa 66 ha. Die Einwohnerzahl lag 2010 bei 4035.

## Lage
Die Parroquia Pedro Carbo liegt im Stadtzentrum von Guayaquil. Das Gebiet hat eine Längsausdehnung in SSW-NNO-Richtung von 880 m sowie eine mittlere Breite von etwa 600 m. Es liegt am Westufer des Río Guayas gegenüber von Durán. Das Verwaltungsgebiet wird im Westen von der Calle Boyacá begrenzt. Im Süden verläuft die Verwaltungsgrenze entlang der Avenida 9 de Octubre. Im Norden reicht die Parroquia bis an den Fuß des Hügels Cerro Santa Ana. 
Die Parroquia Pedro Carbo grenzt im Süden an die Parroquia Rocafuerte, im Westen an die Parroquia Roca sowie im Norden an die Parroquia Tarqui.

## Sehenswertes
In dem Verwaltungsgebiet befindet sich die Basílica Menor de la Merced sowie mehrere Museen. Entlang dem Flussufer verläuft die Flusspromenade Malecón 2000.

## Geschichte
Die Parroquia wurde nach dem Politiker Pedro Carbo Noboa (1813–1894) benannt.